# Розподілені повторення

В Системі Лейтнера, картки на які дана правильна відповідь переміщуються в наступну коробку, яку не так часто повторюють, а ті на які відповіли неправильно — в першу, для більш інтенсивного повторення.

Розподілені повторення (англ. Spaced repetition, spaced rehearsal, expanding rehearsal, graduated intervals, repetition spacing, repetition scheduling, spaced retrieval, expanded retrieval) — це підхід до навчання, що ґрунтується на збільшенні інтервалів між повтореннями попередньо вивченого матеріалу, щоб отримати користь від ефекту розподілення.
Хоча принцип може принести користь в багатьох випадках, він найчастіше використовується тоді, коли той, хто навчається, мусить вивчити велику кількість фактів і тримати їх в пам'яті протягом невизначеного часу. Він дуже добре підходить для засвоєння словникового запасу при вивченні іноземної мови через велику кількість слів в мові.

## Дослідження та застосування
Ідея того, що розподілені повторення можуть використовуватись для покращення навчання, була вперше запропонована в книзі Psychology of Study професором. С. А. Мейсом в 1932 р.: 
| Ліві лапки | Можливо, найважливішими відкриттями є ті, що стосуються відповідного розподілу періодів навчання. Акти повторення мають бути розділеними за допомогою поступово збільшуваних інтервалів часу, приблизно один день, два дні, чотири дні, і так далі. | Праві лапки |

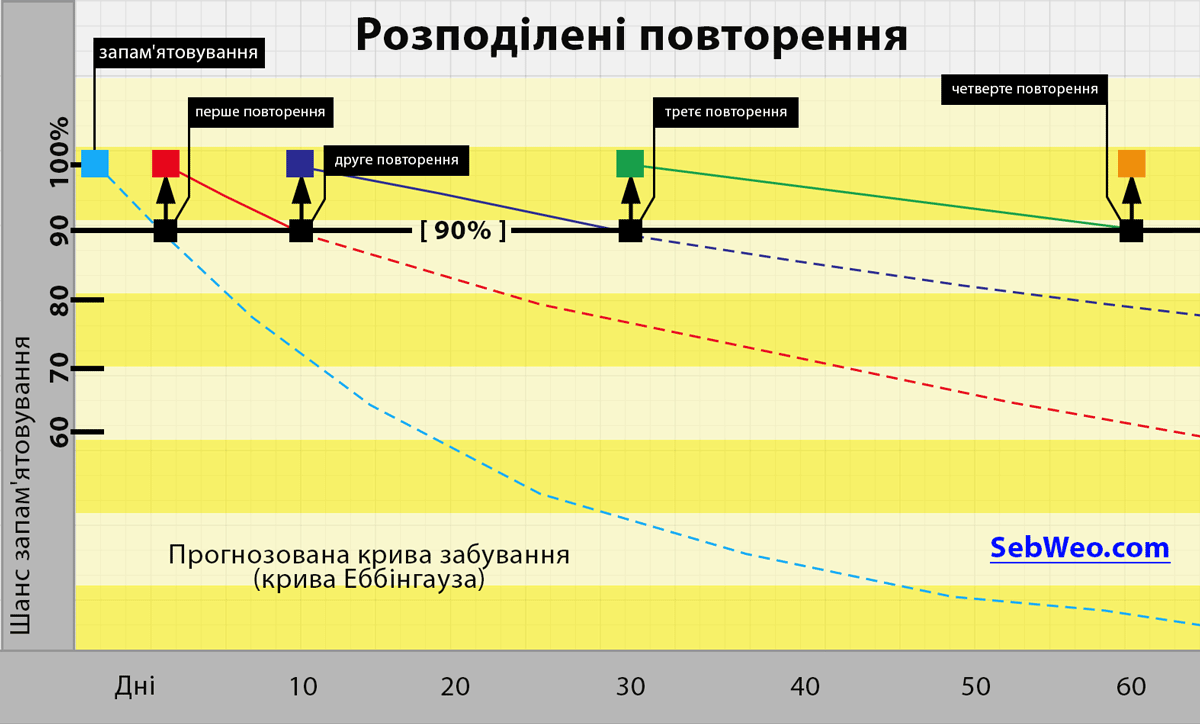
Графік ефективності розподіленого повторення (на прикладі прогнозованої кривої забування – кривої Еббінгауза)

У 1939 р., Spitzer перевірив ефекти різновиду методу інтервальних повторень на шестикласниках. Шпітцер перевірив понад 3600 учнів в Айові і показав, що розподілені повторення ефективні. Ці ранні роботи не були помічені, і в цій галузі було відносно тихо аж до кінця 1960-тих, коли когнітивні психологи, включно з Мелтоном та Ландауером і Бйорком дослідили, як зміни часу повторень впливають на покращення запам'ятовування. Приблизно в той же час, мовні курси Пімслера почали практичне застосування розподілених повторень до вивчення мови, і в 1973 Себастьян Лейтнер створив свою «систему Лейтнера», систему вивчення на основі карток з питаннями.
З появою в 1980-тих загальнодоступних персональних комп'ютерів системи розподілення повторень почали втілюватись у програмне забезпечення, дозволяючи автоматичне створення розкладу і збір статистики, а також зберігання тисяч карток. Щоб допомогти користувачу запам'ятати матеріал, програма змінює час між повтореннями. Важчі питання з'являються частіше, легші — рідше, і складність визначається тим, наскільки просто користувачу на них відповісти.
Існують кілька видів алгоритмів для визначення інтервалу між повтореннями:
- На основі нейронних мереж
- Система Лейтнера: 5 етапів або довільна кількість етапів
- Сімейство алгоритмів SM (SuperMemo): від SM-0 (паперовий метод) до SM-15 (в SuperMemo 15). Найпопулярніший алгоритм з цієї серії - SM-2[5]

Дехто вважає, що точна довжина інтервалів не має великого впливу на ефективність алгоритму, хоча інші переконані, що інтервал досить важливий. Експериментальні дані щодо цього твердження поки що теж різні.

## Метод Пімслера
Метод збільшення інтервалу між повтореннями є видом методу розподілених повторень, опублікованим Полом Пімслером в 1967. Він використовується в мовних курсах Пімслера і дуже добре підходить для записування аудіоуроків через дуже короткий час між першими повтореннями (до секунд), у порівнянні з іншими формами розподілених повторень.
Інтервалами, опублікованими в роботі Пімслера, були: 5 секунд, 25 секунд, 2 хвилини, 10 хвилин, 1 година, 5 годин, 1 день, 5 днів, 25 днів, 4 місяці та 2 роки.
Є дві програми з відкритим кодом що допомагають при створенні аудіоуроків такого виду:
- Gradint [Архівовано 31 липня 2012 у Wayback Machine.]
- PimSched [Архівовано 15 квітня 2015 у Wayback Machine.]

## Програмне забезпечення

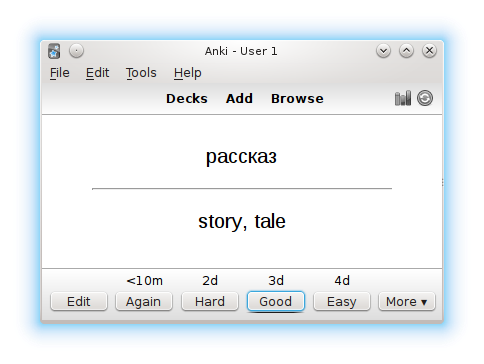
Anki використовується для запам'ятовування російських слів

Більшість програм розподілених повторень (англ. spaced repetition software, SRS) моделюють ручний спосіб навчання з навчальними картками: факти, які потрібно запам'ятати, вводяться в програму як пари питання-відповідь. Коли настає черга пари для повторення, питання показують на екрані, і користувач має спробувати відповісти. Після відповіді користувач відкриває правильну відповідь, звіряється з нею, і каже програмі , наскільки важким (суб'єктивно) було питання. Програма складає розклад повторення пар на основі алгоритмів розподілених повторень.
Без програми користувач сам повинен складати розклад повторень. Це займає час і обмежує користувачів простими алгоритмами, як-то система Лейтнера.
Подальші вдосконалення, які надає програмне забезпечення:
- Запитання (або й відповіді), можуть бути аудіофайлами, щоб тренувати сприйняття слів на слух.
- Автоматичне створення пар (для словника, корисно створювати три пари з питаннями: написання іноземного слова, його вимова і його значення), але дані достатньо ввести лише раз.
- Додаткова інформація, наприклад, приклади речень, що містять слово.
- Можливості, що дає спільнота (наприклад, вільне поширення наборів пар)

Деякі реалізації:
- ANKI
- Course Hero
- Memrise
- Mnemosyne[en]
- SuperMemo
- Duolingo
- Repetition